# 泰德·格兰特
爱德华·格兰特（英語：Edward Grant；1913年7月9日—2006年7月20日），通称泰德·格兰特（Ted Grant），原名艾萨克·布兰克（Isaac Blank），是南非的一个托洛茨基主义者，他成年后大部分时间在英国度过。他是托派组织战斗倾向及之后社会主义呼吁的创始人。

## 早年生活
格兰特的父亲于19世纪逃离俄罗斯帝国后定居南非。根据文件和他的自传，他原本姓“布兰克”（Blank），但是卫报的讣告中暗示知道其真名者寥寥无几。
格兰特的父母于他幼时离婚，他由法国出生的母亲抚养长大。格兰特的母亲为了补贴家用将房屋出租。通过其中一位租客，拉尔夫·李（原名拉斐尔·李维），他了解了托洛茨基主义并获得托派的宣传物《战斗者》。1934年，他帮助李成立了南非布尔什维克-列宁主义联盟，这是一个小型托洛茨基主义团体，随后和其他组织合并形成南非工人党。该年年末，格兰特和李决定前往伦敦，因为他们认为在那里运动有更好的前景。
途中他将名字改成爱德华·格兰特，后来他经常被称作泰德（Ted是Edward的缩略形式）。在法国他们稍作停留，会见托洛茨基之子列夫·谢多夫。一到英国，他就加入马克思主义团体，这个小组当时在独立工党内运作，参加对抗法西斯主义者的卡布尔街之战。当托洛茨基建议小组转向工党时，小组的领导者表示拒绝。格兰特等少部分人从小组中退出，成立布尔什维克-列宁主义小组，该小组很快以“战斗团体”知名。小组逐渐壮大，但是1937年一场关于拉尔夫·李领导地位的争论使得小组破裂。

## 政治活动

### 创建战斗倾向
1937年，部分前战斗团体的成员建立工人国际联盟，在李回到南非后，格兰特与乔克·哈斯顿合作，成为组织的主要理论家。随着小组壮大，格兰特在1941年成为机关报编辑。在合并后的革命共产党，格兰特继续承担这份角色。1945年，格兰特和哈斯顿认为西方世界在1950年代和1960年代会有崭新但有限的经济扩张。这种观点和坎农领导的美国社会主义工人党迥异。
在和革命共产党决裂后，格兰特不情愿地加入了格里·希利的派系，但很快被开除。他在工党内部创建新的小组。1952年—1953年，该小组自称“国际社会主义团体”，因为他们季度杂志的名字叫做《国际社会主义者》。该组织随后更名“革命社会主义联盟”，并在1957年到1965年间被第四国际官方认可为不列颠支部。1964年，该组织创办报纸《战斗报》。
这个小组起初发展缓慢，但是到1983年它成为英国政局中不可小觑的力量，被称为“战斗倾向”。在此期间，格兰特和同事们向工党领导人否认“战斗倾向”的组织与工党的原则对立，坚称自己不过是支持《战斗报》的团体。1970年代，在工党左转的氛围中，选区工党总管委员会大体上反对驱逐，因此只有少数针对“战斗倾向”采取的行动。从议会中支持他们动议的人数来看，“战斗倾向”在党内的支持似乎逐渐增长。

### 工党的反应
1982年，左翼在工党的全国执行委员会中失去多数地位。1983年2月22日，《战斗报》的五位编辑（包括格兰特）被工党开除。
这一决定随后获得工党全体会议的支持，其中工会集体投票（通常可由工会总书记自行决定）起了较大作用。但是80%的选区工党代表反对驱逐“战斗倾向”的活动分子，大量贸易工会代表也反对。被驱逐并没有阻止“战斗倾向”的发展。
1986年，工党全面修改规章制度，在驱逐“战斗倾向”的主要领导者的同时，也试图清除像“战斗倾向”一样的“打入主义者”。最初只是少数“战斗倾向”的领导者被驱逐，到1987年，还有3名“战斗倾向”的下议院议员继续服从工党党鞭领导。

### 创建国际马克思主义趋势
1980年代末，“战斗倾向”在反对撒切尔政府人头税的反人头税运动中十分活跃，其中越来越多的人认为继续对工党的支持将阻碍这一运动。格兰特担心组织会偏离对托洛茨基理论的理解，沉迷于“行动主义”。他认为“战斗倾向”的议员应当支付人头税以保护组织。“战斗倾向”内展开了一场争论。彼得·塔菲和他的支持者主张抛弃“打入主义”的策略，先后在1991年利物浦沃尔顿递补选举和1992年利物浦和苏格兰的大选中为反对工党的候选人站台。泰德·格兰特反对这一趋势。1992年，在“战斗倾向”的特别全国会议决定脱离工党后，格兰特和艾伦·伍兹一起被“战斗倾向”开除。
被开除后，格兰特和伍兹在工党内部建立新的小组，并根据他们的出版物之名被称为社会主义呼吁。这次分裂让格兰特和他的支持者离开了工人国际委员会，但是他和伍兹与国际上的支持者们创立了马克思主义国际委员会（现在叫做国际马克思主义趋势），社会主义呼吁成为国际马克思主义趋势在英国的支部。格兰特将大部分时间花在写作上，直到2003年9月他在一次演讲上中风，那时他已年届九十。2006年7月20日，他以93岁高龄去世。
托洛茨基的外孙维谢沃洛德·柏拉图诺维奇在1997年说，格兰特“对马克思主义理论的深刻认识、特别是关于托洛茨基的思想和著作跃然纸上。这样渊博的知识是经年累月、坚韧不拔、一丝不苟地致力于研究马克思主义理论及实践取得的丰硕成果。”

## 观点

### 主要思想
泰德·格兰特将自己称作马克思主义者、列宁主义者和托洛茨基主义者。在他的观点里，要着重强调以下两点重要性：
- 二战后诞生的所谓“社会主义”国家，格兰特将其定义为“畸形的工人国家”，亦即，“无产阶级的波拿巴主义”政权。他否认斯大林的苏联和这类国家有什么本质区别。特别的是，他试图从托洛茨基的理论出发，推导出苏联是一个“堕落的工人国家”。[6]在冷战格局中，格兰特预见到落后国家通过左翼军事政变和农民游击战建立官僚化的工人国家的可能性。格兰特声称，这些政权的不同之处并不十分重要，争夺领导权的斗争只是为了满足各自官僚机构的利益。和大多数托洛茨基团体不同的是，泰德·格兰特相信尽管缅甸和叙利亚的领导人不发表共产主义式的演讲，但是当他们实行计划经济时也应该划入同一类别。针对所有这些国家，格兰特支持托洛茨基的经典论断：发动一场致力于恢复或者建立工人民主、保留计划经济的政治革命。
- 着重强调1930年代第三国际采取的“统一战线”的重要性，重新采取托洛茨基在1930年代曾经建议追随者采取的策略——打入主义。格兰特声称，托洛茨基团体加入大规模的左翼政党和重要工会，是在1945年后必须面对的困难处境中实现统一战线的实用方式，当时第四国际远远无法成为多数工人和青年左翼团结的旗帜。特别是在1950年代末期以后，格兰特独创新的“打入主义”（他声称和与经典的打入主义是不同的概念）：革命者应当在群众组织的内部、外部和周围工作，因为工人正从他们传统的群众组织转移，“工人运动以外别无所有”。这一立场使得1965年后世界范围内的格兰特派团体脱离第四国际，毕竟格兰特将其他第四国际成员视为堕落到受小布尔乔亚观念（游击主义、左翼民族主义、学生主义、第三世界主义、女性主义）影响的宗派。

### 反对印巴分治
泰德·格兰特强烈批评印巴分治，在马克思主义者拉尔·汗的著作《印度次大陆的危机，印巴分治是否可行》的序言中，他写道：
我们必须认识到将次大陆分为巴基斯坦和印度是英帝国主义者的罪行。最初，英帝国主义者试图维持对整块次大陆的控制，但是从1946年至1947年，一场贯穿印度次大陆的革命爆发。英帝国主义者认识到它不可能再维持这一局势。它的军队主要由印度人组成，让他们帮帝国主义者做脏活并不可靠。正是在这种情形下，帝国主义者提出“印巴分治”。他们既然不能够维持局势，就决定搅动穆斯林和印度教徒相互对抗，用这种方式，他们策划将次大陆分裂，以便在放弃当地的军队后更好地从外部进行控制。他们做这些事情的时候根本不曾考虑会导致多少血泪。

## 著作
泰德·格兰特的合集由威尔雷德出版社出版；至今前两卷已经出版，覆盖1938年-1942年和1943年-1945年两个时间段。

## 拓展阅读
- Grant, T. (1989). The Unbroken Thread. London: Fortress Books
- Christophe Le Dréau, « Repères pour une histoire du trotskisme britannique, 1925–2005 », Communisme, 2006, 87, numéro spécial « Regards sur le communisme britannique », pp. 149–160.
- Woods, Alan (2014). The Permanent Revolutionary. London: Wellred Publications